# 然加达
然加达是巴西马托格罗索州的一个市镇。总面积1021.93平方公里，总人口8056人，人口密度7.9人/平方公里。